# 天邪鬼
天邪鬼（日语：／ Amanojaku, Amanjaku）是日本傳說中的一種妖怪，又名河伯、海若。「河伯」源自毘沙門天腹部之鬼面的名字，稱為「河伯」（／ Kahaku）、「河伯面」。而河伯之別名為，漢字可另寫成「海若」。

## 由來
作爲佛教中凡人煩惱的象徵，天邪鬼又被稱作腳踏四天王和執金剛神的悪鬼、四天王之一毘沙門天像鎧腹部的鬼面。鬼面的鬼來自中国的水神河伯，同爲中国水神的海若被訓讀成，祂們同遠古日本的天邪鬼一同稱作足下鬼。
遠古日本的天邪鬼來自《古事記》和《日本書紀》中的天稚彦和女神天探女。天照大神爲平定葦原中國而派遣天稚彦，但祂卻忘了任務，娶大国主神之女下照姬爲妻，過了八年仍不回歸。於是天照大神派雉名鳴女前往天稚彦處，天稚彦聽從天探女之言射殺了雉名鳴女。然而，箭卻從天上反射下來殺死了天稚彦自己。
天探女神如其名，是能探知上天的運行、未来和人心的薩滿，後來成爲了讀取人心、爲作對而惡作劇的小鬼。天探女本不是壞人，但自唆使天稚彦以後便成了做天之邪事的鬼，即天邪鬼。由於「天稚彦」也被寫成「天若彦」「天若日子」，祂和源自佛教和中国的「海若」聯繫在了一起。
江戶時代的百科全書《和漢三才圖會》引用《先代舊事本紀》記載，認爲素戔嗚尊從體內吐出的大氣形成了天逆每，後者是天邪鬼和天狗的祖先。

## 化用
天邪鬼在現代日語的意義從「視察人心而惡作劇的小鬼」轉變爲「和多數人的思想、言行作對的扭曲者」，不信邪又專門唱反調，我行我素，你說東我偏要往西，日語有「天邪鬼一樣的」（あまのじゃくな）人的用法。

## 相關作品
有很多作品的角色以天邪鬼爲原型，他們大多有天邪鬼一般的性格，例如特攝作品《大眼睛》中再友人之間引發對立的角色、《忍者戰隊隱連者》中製造騷動、人見人厭的反派角色。
- 《鬼神童子ZENKI》中與轉生到現代役小角（女）所役使前鬼、後鬼作對的鬼。
- 寺澤大介漫畫《座敷童子》中在背後操縱酒吞童子的壞蛋頭子。
- 靈異教師神眉
- 鬼太郎
- 妖怪醫生
- 收妖童子
- 誠如神之所說
- 通靈小鬼亂戰篇
- 妖怪學校的新人教師
- 學校怪談
- 鬼燈的冷徹
- 多羅羅
- 花田少年史
- 妖怪少爺
- 大神
- 東方輝針城 ～ Double Dealing Character.
- 弹幕天邪鬼 ～ Impossible Spell Card
- 桃太郎傳說
- 桃太郎電鐵
- 陰陽師
- 瓜子姬與天邪鬼
- 忍者战队隐连者
- 妖怪大戰爭 Guardians

### 引用
1. ↑  《佛教語大辞典 縮刷版》，中村元著，東京書籍，1981年5月，ISBN 978-4487731527。
2. ↑  .   [2012-03-28]. （原始内容存档于2014-08-27） （日语）.
3. 1 2 3  . コトバンク.   [2020-05-19]. （原始内容存档于2020-03-01） （日语）.
4. 1 2  . 世界の神話・伝説 （日语）.
5. ↑  . コトバンク.   [2020-05-25]. （原始内容存档于2021-06-13） （日语）.
6. ↑  寺島良安.  . 東洋文庫 6. 由島田勇雄等翻译. 平凡社. 1987: 344–345. ISBN 978-4-582-80466-9.
7. ↑  村上 2005，第19-21頁
8. ↑  村上健司等 (编).  . 光荣. 2000: 13. ISBN 978-4-87719-827-5.

### 來源
- 大藤時彥等. 民俗学研究所 , 编.   1. 柳田國男監修. 平凡社. 1955.
- 村上健司 (编).  . Kwai books. 角川書店. 2005. ISBN 978-4-04-883926-6.
- 山崎雅子等. 稻田浩二等 , 编.  . 弘文堂. 1977. ISBN 978-4-335-95002-5.

## 外部連結
- （日語）（页面存档备份，存于）